# Bogenschützen
Bogenschützen ist ein Gemälde von Ernst Ludwig Kirchner aus dem Jahr 1935, das in seinem Schweizer Wohnort Davos entstanden ist. Es gehört zu den späten Werken des Malers, die von der Kunstwissenschaft nicht mehr dem Expressionismus zugerechnet werden. Das Bild zeigt drei Personen, die sich mit dem Bogenschießen beschäftigen. Das Gemälde ist heute Bestandteil der Sammlung des Kirchner Museums in Davos.

## Hintergrund
Das Gemälde im Hochformat hat die Maße 195 cm × 130 cm und ist in der Maltechnik Öl auf Leinwand ausgeführt. Auf der Rückseite trägt es die Bezeichnung E. L. Kirchner. In Donald E. Gordons  Werkverzeichnis für die Ölbilder Kirchners trägt es die Nummer 994.
Das Motiv eines Bogenschusses wurde seit langem in den Darstellungen des Heiligen Sebastian verwandt. Es ist nicht auszuschließen, dass Kirchner in seinem Gemälde darauf anspielt. In einem nicht datierten Brief an Erich Heckel, etwa Ende Juni 1910, ist eine Zeichnung mit diesem Motiv enthalten. Zwei Bogenschützen richten ihre Pfeile auf eine an einen Baum gefesselte Figur. Thorsten Sadowsky, ehemaliger Direktor des Kirchner Museums Davos und Kurator, stellt in seinem Buch die Frage, ob sich der Künstler als Märtyrer sah, und stellt fest, dass in dieser Zeichnung Kirchners zwei Mädchen auf den Heiligen Sebastian zielen. Im selben Brief erscheint auch die Zeichnung einer Kreuzigungsgruppe oder Kalvarienbergs. Der später gekreuzigte Sebastian wird bei Kirchner von mehreren nackten Frauen verspottet. Kirchner könnte sich selbst in der Rolle des Mannes als passives Sexualobjekt gesehen haben. Zwischen 1919 und 1923 machte Kirchner das Foto eines Bauernmädchens mit Pfeil und Bogen in leichter Untersicht, damit es größer wirkt.

## Beschreibung

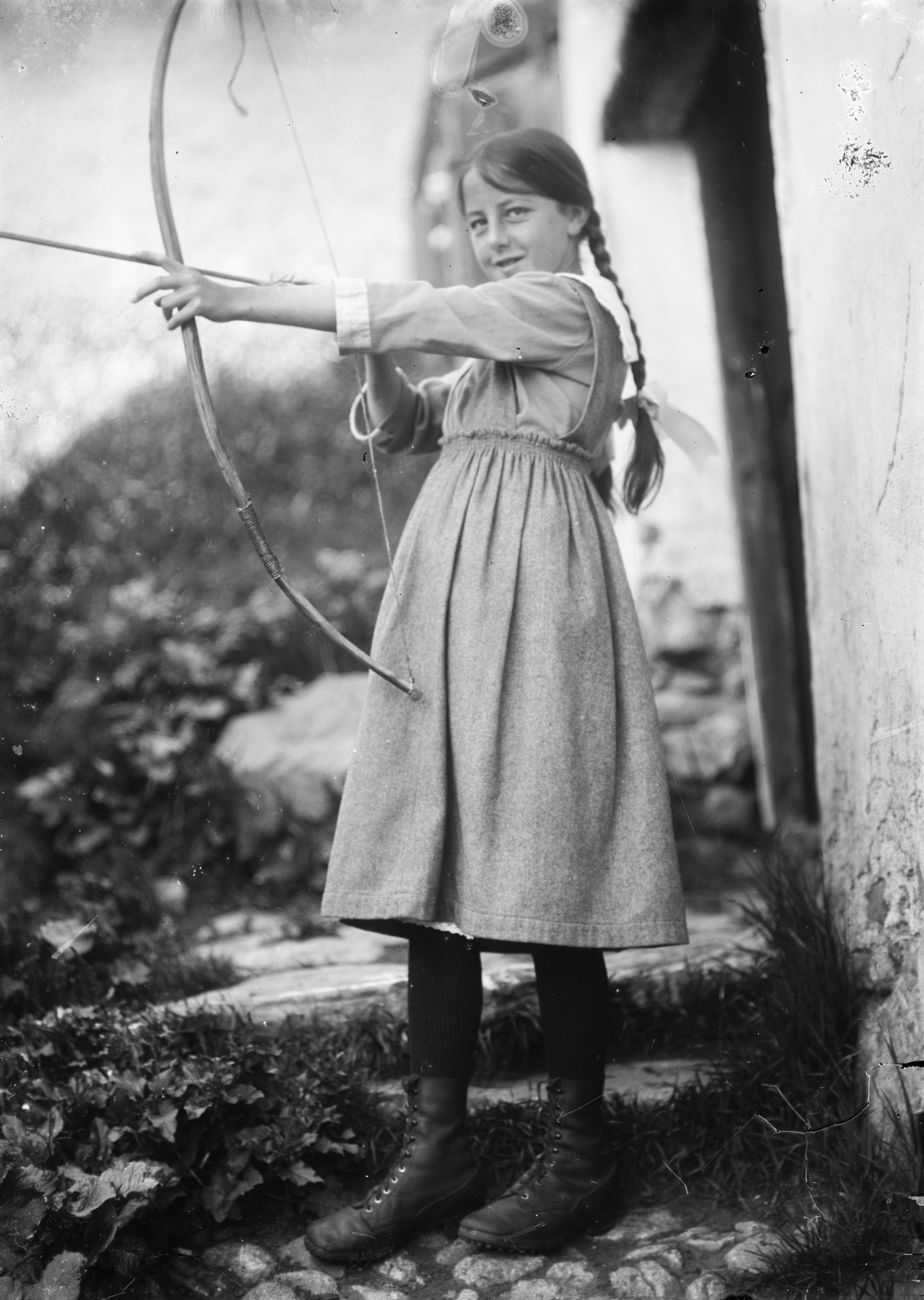
Ernst Ludwig Kirchner, Davos 1919/1923: Bogenschießendes Bauernmädchen vor dem Haus in den Lärchen

Das Gemälde zeigt drei Personen, die sich mit der Sportart Bogenschießen beschäftigen. Die weibliche Figur im Vordergrund hält Pfeile in der Hand, die Figur links den gespannten Bogen. Die mittlere Figur ist in einer angespannten Körperhaltung dargestellt. Allen gemeinsam ist der auf die Zielscheibe gerichtete konzentrierte Blick. Die Schrittstellung bildet eine ausgeprägte Diagonale von links unten zur Zielscheibe rechts oben, die damit den Fluchtpunkt der Perspektive bildet.
Kirchners etwa 1924 entstandener Spätstil zeichnet sich durch eine bewusste Abwendung vom deutschen Expressionismus aus. Zunehmende Abstraktion, aber auch gleichzeitig naturalistische Anklänge, sind besonders in der Zielscheibe zu erkennen und bestimmen die Komposition dieses Bildes. Die Figuren sind nicht mehr, wie in seiner expressionistischen Phase, dreidimensional dargestellt, sondern flächig. Sie weisen außerdem die für ihn in jener späten Zeit charakteristischen in Brauntönen gemalten Schattenflächen auf, die teilweise als eine Art Aura der Personen oder als „Luftschatten“ beschrieben werden. Diese übereinander gelagerten Farbfelder bilden eigenständige flächige Kompositionselemente innerhalb des Bildes. Der amerikanische Kunsthistoriker Donald E. Gordon erwähnt, dass die Farbigkeit von Kirchners Spätwerk an Paul Gauguin erinnere.
Kirchner schrieb am 28. November 1935 an seinen Mäzen und Sammler Carl Hagemann, dass dessen Brief an Kirchner „wieder mal geöffnet war. Nun unsere Corespondenz kann jeder sehen.“ Und weiter: „Jetzt male ich Bogenschützen ein grosses Bild. Die grossen dunkelen Flächen, die Luftschatten werden im Bilde vom Betrachter garnicht [sic!] bemerkt. Sie sind eine neue Entdeckung von mir und machen das Bild ruhig und monumental. Man kann noch vielerlei finden, was noch nie in der Malerei verwendet wurde.“ In einem weiteren Brief an Hagemann vom 2. November 1937 erwähnt er die Ausstellung in der Basler Kunsthalle, 1937, die Zerstrittenheit der dortigen Kuratoren, und dass das Bild Bogenschützen dort in einer anderen Hängung seiner Arbeiten als bisher gezeigt wird.

## Ausstellungen (Auswahl)
Das Bild wurde auf zahlreichen Ausstellungen gezeigt, darunter waren
- 1937 Ernst Ludwig Kirchner, Institut of Art, Detroit und im selben Jahr Kunsthalle Basel
- 1979/1980 anlässlich seines 100. Geburtstags: Neue Nationalgalerie, Berlin; Haus der Kunst, München und Museum Ludwig in der Kunsthalle Köln.[8]
- 30. Juni bis 17. November 2013 Kirchners Bogenschützen – kunstgeschichtliche Reflexionen.[9]
- 8. November 2014 bis 8. März 2015 Bogenschießen. Ernst Ludwig Kirchner u. a. Museum Biberach[10]
- 2016 war es Bestandteil der Ausstellung Alles Kirchner! Das Museum als Wunderkammer und Rupprecht Matthies feat. Kirchner im Kirchner Museum Davos.